# فهرست آسمان خراش های مگاتال
این لیستی از تمام آسمان خراش‌های مگاتال است، یعنی آنهایی که بیش از ۶۰۰ متر ارتفاع دارند (۱۹۶۹ فوت). از سال ۲۰۱۹، تنها سه ساختمان تکمیل‌شده «مگاتال» هستند و تنها چند ساختمان در حال ساخت هستند، هرچند ده‌ها ساختمان مطرح شده‌اند.

## آسمان خراش‌های مگاتال موجود
| رتبه | ساختمان             | شهر     | کشور              | ارتفاع (متر)        | طبقه | ساخته شده |
| ---- | ------------------- | ------- | ----------------- | ------------------- | ---- | --------- |
| ۱    | برج خلیفه           | دبی     | امارات متحده عربی | ۸۲۸ متر (۲٬۷۱۷ فوت) | 163  | 2010      |
| ۲    | برج شانگهای         | شانگهای | چین               | ۶۳۲ متر (۲٬۰۷۳ فوت) | 128  | 2015      |
| ۳    | برج ساعت ابرج البیت | مکه     | عربستان سعودی     | ۶۰۱ متر (۱٬۹۷۲ فوت) | 120  | 2012      |

## آسمان خراش‌های مگاتال آینده
| رتبه | ساختمان            | شهر         | کشور              | ارتفاع (متر)          | طبقه | پیشرفت                  |
| ---- | ------------------ | ----------- | ----------------- | --------------------- | ---- | ----------------------- |
| ۱    | برج جده            | جده         | عربستان سعودی     | ۱٬۰۰۰ متر (۳٬۳۰۰ فوت) | 167  | در حال ساخت (در انتظار) |
| ۲    | برج دوبای وان      | دبی         | امارات متحده عربی | ۷۱۱ متر (۲٬۳۳۳ فوت)   | 161  | طرح                     |
| ۳    | برج تاپ تاون ۱ دبی | دبی         | امارات متحده عربی | ۷۱۱ متر (۲٬۳۳۳ فوت)   | 115  | طرح                     |
| ۴    | لاختا سنتر ۲       | سن پترزبورگ | روسیه             | ۷۰۳ متر (۲٬۳۰۶ فوت)   | 150  | طرح                     |
| ۵    | برج M              | کوالالامپور | مالزی             | ۷۰۰ متر (۲٬۳۰۰ فوت)   | 145  | طرح                     |
| ۶    | مردکا ۱۱۸          | کوالالامپور | مالزی             | ۶۴۴ متر (۲٬۱۱۳ فوت)   | 118  | در دست ساخت             |
| ۷    | برج سیگنچر جاکارتا | جاکارتا     | اندونزی           | ۶۳۸ متر (۲٬۰۹۳ فوت)   | 113  | طرح                     |
| ۸    | تریدویندز اسکوایر  | کوالالامپور | مالزی             | ۶۰۸ متر (۱٬۹۹۵ فوت)   | 110  | طرح                     |
| ۹    | برج Phuong Trach   | هانوی       | ویتنام            | ۶۰۰ متر (۲٬۰۰۰ فوت)   | 108  | طرح                     |